# Nikefor I. Logotet
Nikefor I. Logotet (grško: Νικηφόρος Α΄ [Nikēforos I.], "Prinašalec zmage"), cesar Bizantinskega cesarstva od leta 802 do 811, * ni znano, † 26. julij 811, Pliska,  Bolgarija. 

## Življenjepis
Bil je patricij iz Selevkije Sidere, ki ga je cesarica Irena imenovala za svojega finančnega ministra (logothetēs tou genikou). S pomočjo patricijev in dvornih evhuhov je cesarico Ireno odstavil in izgnal in 31. oktobra 802 sam zasedel bizantinski prestol. Leta 803 je za socesarja imenoval svojega sina Stavrakija.
Njegov položaj je ogrozil Bardan Turk, eden od najspospobnejših generalov in pristaš odstavljene cesarice, ki se je uprl in dobil podporo drugih vojaških poveljnikov, predvsem kasnejših cesarjev Leona V. Armenca in Mihaela II. Amorijca. Nikeforju je upelo dobiti Leona in Mihaela na svojo stran in v vojsko vnesti nemir. Bardan je izgubil podporo, potem pa so ga oslepili in pregnali v samostan. Podobno se je končal tudi upor patricija Arsaberja.
Nikefor se je lotil splošne reorganizacija cesarstva. Ustanovil je nove teme na Balkanu, kamor je na ogorčenje Bolgarov naselil Grke iz Anatolije, in utrdil meje cesarstva. Povečal je število vojakov, zaradi katerih je občutno povečal davke in zato izgubil podporo podložnikov, predvsem duhovščine. Za konstantinopelskega patriarha je imenoval ikonodula Nikeforja I., vendar ga cerkveni zgodovinarji, na primer Teofan Spovednik, kljub temu opisujejo kot podleža.

### Vojna s Frankovskim cesarstvom
Leta 803 je s Karlom Velikim sklenil mirovno pogodbo, imenovano Pax Nicephori, čeprav Karlovega cesarskega položaja ni hotel  priznati.  Odnosi med cesarstvoma so se zato poslabšali, kar je sprožilo vojno za Benetke, ki je trajala od leta 806 do 810. Nikeforju je leta 807 uspelo zatreti upor Benečanov, na drugi strani pa so Franki osvojili veliko bizantinskega ozemlja. Spor se je zaključil šele po Nikeforjevi smrti. Benetke, Istra, dalmatinska obala in južna Italija sta pripadli Vzhodnemu, Rim, Ravena in Pentapolis (Rimini, Pesaro, Fano, Sinigaglia in Ancona) pa Zahodnemu cesarstvu.

### Vojna z Arabci
Nikefor je prenehal plačevati letni triburt kalifu Hārūnu al-Rašīdu, na katerega je pristala cesarica Irena, s čimer je sprožil vojno z Arabci.  Zaradi Bardanove nezvestobe je sam prevzel poveljstvo nad vojsko in leta 805 v bitki pri Krasosu v Frigiji doživel težak poraz. Leta 806 je muslimanska vojska kakšnih 15.000 mož napadla Nikeforjevo vojsko, ki je štela kakšnih 125.000 mož. V bitki je bilo ubitih 40.000 bizantinskih vojakov, cesar pa je bil ranjen. Po bitki je sklenil mir in pristal na enkratno plačilo 50.000 nomizem in letni tribut  30.000 nomizem.  Po Hārūn al-Rashīdovi smrti leta 809 so se v Umajadskem kalifatu začeli nasledstveni spori in Nikefor se je lahko posvetil bolgarskemu kanu Krumu, ki je pustošil ob severni meji cesarstva in malo pred tem osvojil Serdico (Sofijo). 

### Vojna z Bolgari
Leta 811 je napadel Bolgarijo, jo dvakrat porazil in oblegal bolgarsko prestolnico Plisko. Med umikom je njegova vojska 26. julija na enem od gorskih pralazov padla v Krumovo zasedo in bila popolnoma uničena. Nikefor je bil ubit in postal drugi bizantinski cesar, ki je padel v bitki. Prvi je bil Valens, ki je padel 9. avgusta 378 v bitki pri Odrinu. Legenda pravi, da je dal Krum iz njegove lobanje izdelati čašo za vino.

## Družina
Z ženo, katere ime ni poznano, je imel najmanj dva otroka:
- Stavrakija, ki ga je nasledil na bizantinskem prestolu, in
- Prokopijo, poročeno s cesarjem Mihaelom I. Rangabom.

## Sklic
1. ↑  Famous Men of Middle Ages - Harun Al Rashid